# Mouvement populaire du Rif
Pour les articles homonymes, voir Hirak.
Le mouvement populaire du Rif (en rifain: Amussu aɣerfan n Arrif, en arabe: الحراك الشعبي في الريف, soit Hirak en arabe, et Amussu en berbère), est un mouvement contestataire émanant du Rif dans le nord du Maroc et ayant lieu d'octobre 2016 à août 2017, qui concerne principalement la population rifaine de Al Hoceïma, de Nador, et de leurs régions, de la diaspora rifaine en Belgique et Pays-Bas et, à moindre échelle, certaines grandes villes du Maroc.

## Origine
Les premières contestations ont lieu le 8 mai 2016, où plusieurs Rifains de Talarwaq, après le désespoir du retour de leur terre par la voie judiciaire, entreront dans un sit-in ouvert. Cependant, l’événement majeur et déclencheur du mouvement est la mort, le 28 octobre 2016 à Al Hoceïma, du commerçant poissonnier Mohcine Fikri, broyé dans une benne à ordures alors qu'il faisait un sit-in à l'arrière de celle-ci. Il tentait ainsi de s'opposer à la police, laquelle voulait jeter l'espadon qu'elle lui avait confisqué, parce que pêché en période interdite,. Ses funérailles le 30 octobre donnent lieu à de larges rassemblements, où se remarquent des drapeaux berbères et drapeaux rifains. À Al Hoceïma et aussi, avec moins d'ampleur dans d'autres villes du Rif, de même qu'à Rabat, Casablanca, Marrakech ou Tétouan, des milliers de manifestants marocains défilent pour dénoncer les comportements policiers,.
Dans les médias, ces faits sont comparés la mort en 2011, dans des circonstances en partie similaires, du Tunisien Mohamed Bouazizi, qui a marqué le début du Printemps arabe,. Ils rappellent aussi qu'au Maroc, le mouvement du 20-février, également né en 2011,, tire son nom de la date d'un autre événement : la mort de cinq jeunes en marge de manifestations organisées à Al Hoceïma.
Plus tard, la question du territoire de Talarwaq sera incluse dans les revendications de ce mouvement.

## Déroulement

Manifestation à Paris le 31 mars 2018 demandant la libération des prisonniers du Hirak.

Le 6 février 2017, des milliers de jeunes manifestants se rassemblent à Al Hoceïma en mémoire de la mort du nationaliste rifain Abdelkrim al-Khattabi. Au cours de violents affrontements, une trentaine de policiers des forces anti-émeutes sont blessés selon la version officielle; le nombre de victimes du côté manifestant n'est pas révélé.
Considéré comme le principal dirigeant contestataire, Nasser Zefzafi est poursuivi par les autorités sous l'accusation d'avoir interrompu le prêche d'un imam, le vendredi 26 mai,. Les manifestations, où le drapeau berbère voisine avec celui de la république du Rif, s'intensifient pendant la nuit suivante. Au cours du week-end, une vingtaine d'arrestations sont effectuées contre les manifestants accusés par l’état marocain d'avoir blessé les forces de sécurité, dégradé la voie publique et atteint à la souveraineté marocaine sur la région du Rif,, alimentant en retour les protestations contre la répression. Nasser Zefzafi est arrêté le lundi 29 mai,.
Le dimanche 11 juin, 12 à 15 000 manifestants selon les autorités, plusieurs dizaines de milliers selon des journalistes indépendants, défilent dans les rues de Rabat : les islamistes y voisinent avec les militants de gauche, les défenseurs de la cause amazighe et les membres du mouvement du 20-Février, pour réclamer la libération des figures contestataires emprisonnées. Dans le Rif, la ville d'Imzouren apparait, à côté d'Al Hoceïma, comme un autre foyer du mouvement,. Les vagues d'arrestation — dont celle du pacifiste El Mortada Iamrachen — qui se sont succédé depuis la fin du mois de mai aboutissent en deux semaines à un bilan officiel de 86 personnes arrêtées et déférées, dont 30 incarcérées,.
La coalition marocaine des droits de l'Homme, qui regroupe 22 associations, dénonce l'usage "excessif" de la force lors des interventions des forces anti-émeute, avec l'usage de matraques et de bombes lacrymogènes face aux manifestants. Un reportage de France 24 est interdit par les autorités car selon eux, la chaîne détourne ces manifestations à des sujets de « déstabilisation du pouvoir contrairement aux revendications des manifestants purement sociales ». Sept journalistes ont été arrêtés dans la région entre octobre 2016 et juillet 2017, l'un d'entre eux condamné à trois mois de prison ferme.
Le lundi 26 juin 2017, le jour de l'Aïd el-Fitr, un gigantesque rassemblement est organisé dans le but de demander la libération immédiate des prisonniers. La manifestation est finalement brutalement réprimée par les forces de l'ordre, qui font des dizaines de blessés graves.
Une manifestation organisée le 20 juillet 2017 et interdite par les autorités est à nouveau réprimée, les forces de l'ordre usant notamment de grenades lacrymogènes et la balle. À la fin du mois, le roi gracie une quarantaine de personnes sur les 150 militants détenus, et les forces de l'ordre se retirent d'une partie de la ville. L'un des nombreux blessés du 20 juillet meurt après plusieurs semaines de coma après avoir une balle dans sa tête.
Le journaliste Hamid El Mahdaoui critique les détentions. Le 20 juillet il est détenu lui même et le 25 juillet il est condamné à trois mois de prison et une amende.

## Réactions
En octobre 2017, trois ministres et d'autres responsables politiques sont démis de leurs fonctions par le roi en raison d'un rapport portant sur un projet dans la région d'Al Hoceïma, qui n'a jamais vu le jour et qui a été l'objet de malversations et sous-prétexte de mauvaise gestion.
Le 12 novembre 2018, cinq mois après leur condamnation, le procès en appel de 52 activistes du mouvement débute devant la cour d'appel de Casablanca. Certains de ces détenus, arrêtés après la vague de protestations de l'été 2017, ont écopé de condamnations de 20 ans de prison, comme le leader Nasser Zefzafi et trois de ces compagnons.
Le 5 avril 2019, 42 manifestants sont condamnés à des peines allant jusqu'à 20 ans de prison pour les opposants Nasser Zefzafi, Nabil Ahmjik, Ouassim Boustati et Samir Ighid.
Le 23 août 2019, le leader du mouvement rifain Nasser Zefzafi, en prison à Ain Sebaa (Casablanca), et cinq autres militants (Mohamed El Haki, Nabil Ahamjik, Samir Ighid, Wassim Boustati et Zakaria Adehchour) ont renoncé à leur citoyenneté marocaine dans une déclaration relayée par l'association Tafra pour la solidarité et la fidélité.

## Impact au niveau européen et international
Au niveau international, la répression du Mouvement du Rif a eu de graves conséquences sur la population, obligeant de nombreux jeunes à émigrer hors du Maroc, ce qui a permis au mouvement rifain de se poursuivre principalement en Europe, où se trouve une importante communauté d’origine rifaine. D'autre part, les revendications du Mouvement populaire à l'égard du Rif ont cédé le pas à davantage de revendications politiques et où l'idée d'une tendance idéologique républicaine s'impose de plus en plus entre la nombreuse et historique diaspora rifaine.
Au niveau européen toujours, des commissions pour soutenir le mouvement rifain ont été organisées dans différentes villes européennes et, au fil du temps, de plus en plus d'organisations civiles se sont créées, à la fois pour la solidarité et pour la défense des droits civils et politiques.
En juillet 2019, le Premier Congrès Mondial Rifain a été organisé en Catalogne.